# Lakitelek
Lakitelek je velká obec v Maďarsku v župě Bács-Kiskun, spadající pod okres Tiszakécske. Nachází se asi 6 km jihozápadně od Tiszakécske a asi 20 km východně od Kecskemétu. V roce 2015 zde trvale žilo 4 547 obyvatel. Dle údajů z roku 2011 tvoří 89,4 % obyvatelstva Maďaři, 0,8 % Němci a po 0,2 % Romové, Rumuni a Srbové, přičemž 10,5 % obyvatel se ke své národnosti nevyjádřilo.
Blízko obce protéká řeka Tisa.

## Sousední obce
| Růžice kompasu | Szentkirály |           | Tiszakécske | Růžice kompasu |
| Růžice kompasu | Nyárlőrinc  | Sever     | Tiszaug     | Růžice kompasu |
| Růžice kompasu | Nyárlőrinc  | Lakitelek | Tiszaug     | Růžice kompasu |
| Růžice kompasu | Nyárlőrinc  | Jih       | Tiszaug     | Růžice kompasu |
| Růžice kompasu | Tiszaalpár  |           |             | Růžice kompasu |